# 데보라 리라
데보라 리라(Débora Lyra, 1989년 9월 26일 ~ )는 브라질의 미인 대회 우승자이다. 2010년 미스 브라질 우승자이며 미스 유니버스 2010에서 브라질 대표로 참가했다.